# 学園前駅 (北海道)
学園前駅（がくえんまええき）は、北海道札幌市豊平区豊平6条6丁目にある札幌市営地下鉄東豊線の駅。駅番号はH10。
学校法人北海学園が経営する北海学園大学、北海商科大学、北海高等学校、北海学園札幌高等学校、北海学園大学法科大学院に隣接しており、学校と地下鉄が出入口で直結している。

## 歴史
- 1994年（平成6年）10月14日 - 東豊線豊水すすきの - 福住間の延伸開業と同時に開業[1][2]。
  - 着工前には「豊平駅」の仮駅名とされていた[3]。
- 2016年（平成28年）11月3日 - 可動式ホーム柵が設置され、稼働開始。

## 駅構造
1面2線の島式ホームである。改札は北改札口・南改札口の2ヶ所に分かれており、このうち南改札口が3番出入口を介して北海学園大学に直結する。
国道453号（平岸通）の下にあり、出入口はこの道路に沿って当初は3ヶ所（うち2ヶ所は北海学園の敷地内）だったが、北海商科大学の建物の完成に合わせ、これと連絡する4番出入口が完成したために現在は4ヶ所。地上へのエレベーターは2・3・4番出入口に設置されている。また、3番出入口のみ上下両方向のエスカレーターが設置されている。

### のりば
| ホーム | 路線   | 行先                     |
| ------ | ------ | ------------------------ |
| 1      | 東豊線 | 美園・福住方面           |
| 2      | 東豊線 | 大通・さっぽろ・栄町方面 |

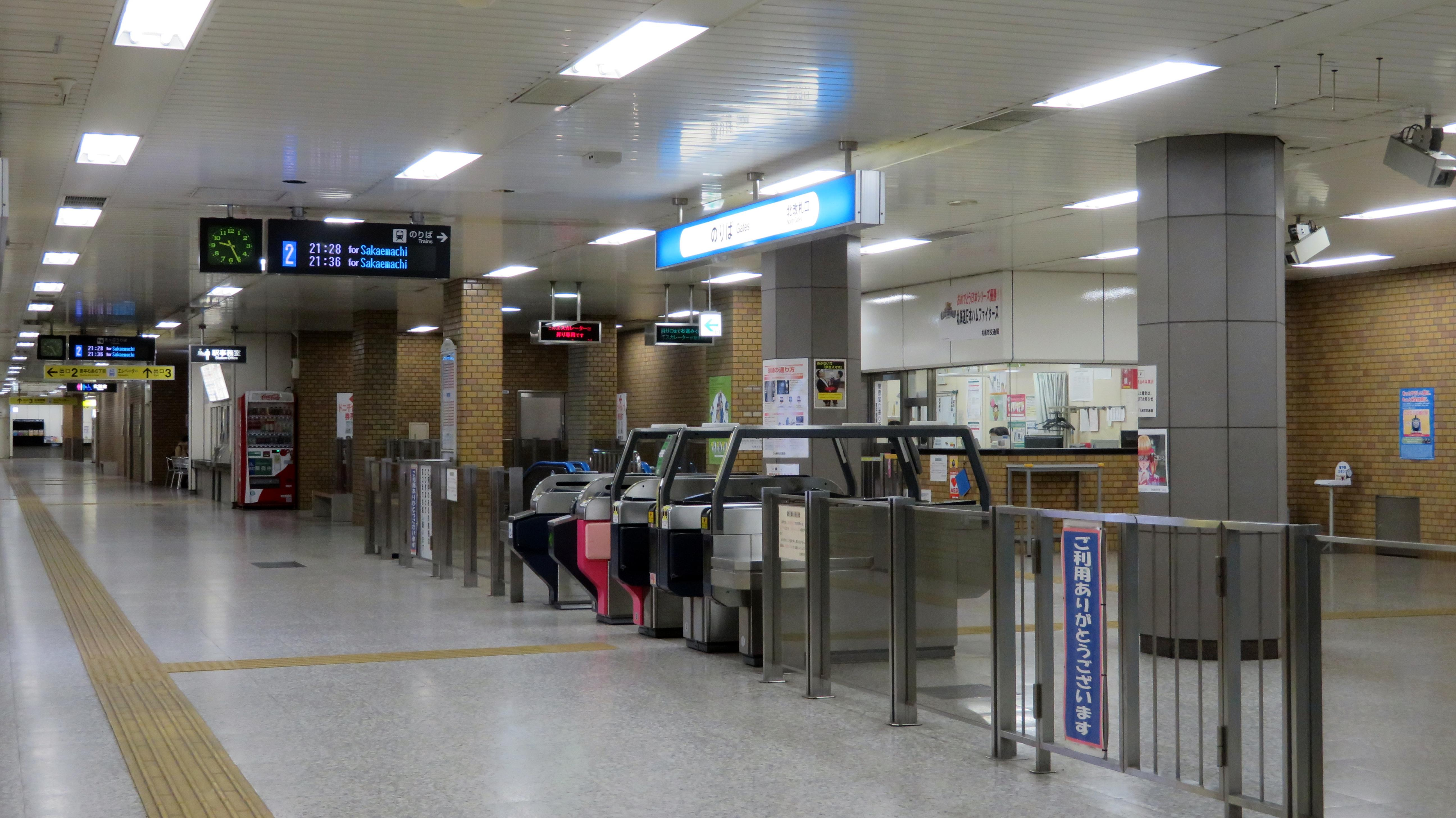
北改札口
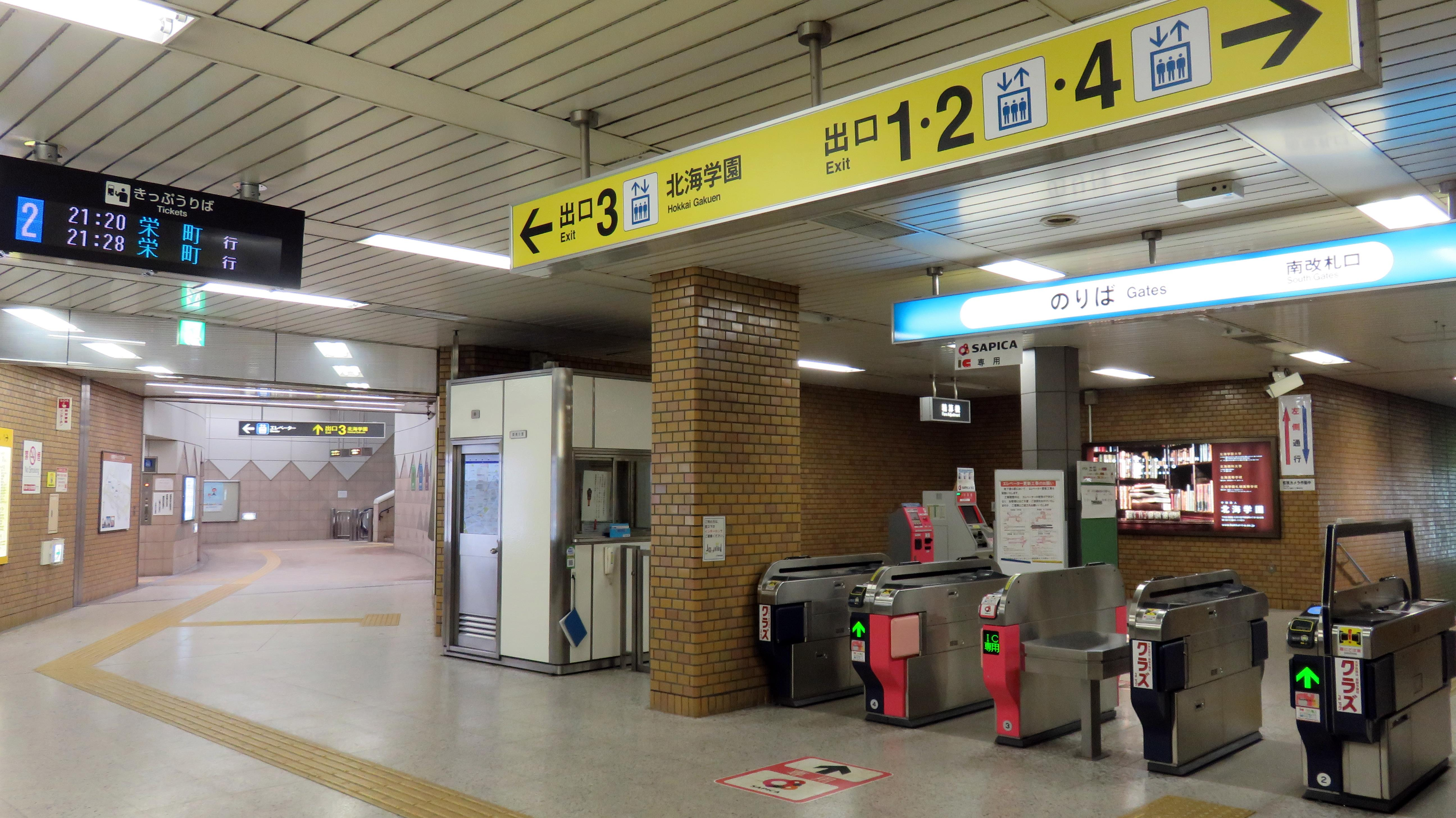
南改札口
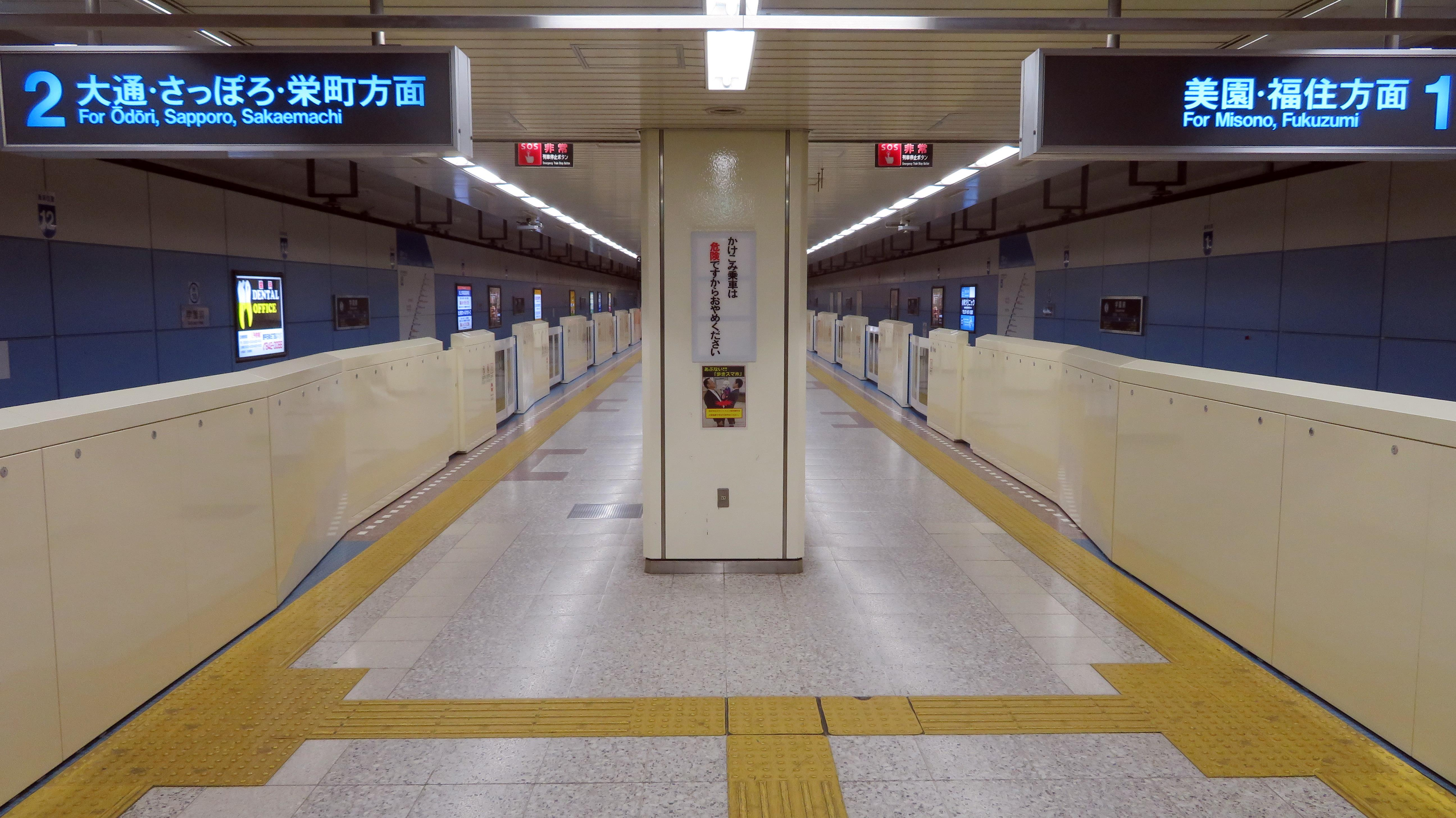
ホーム
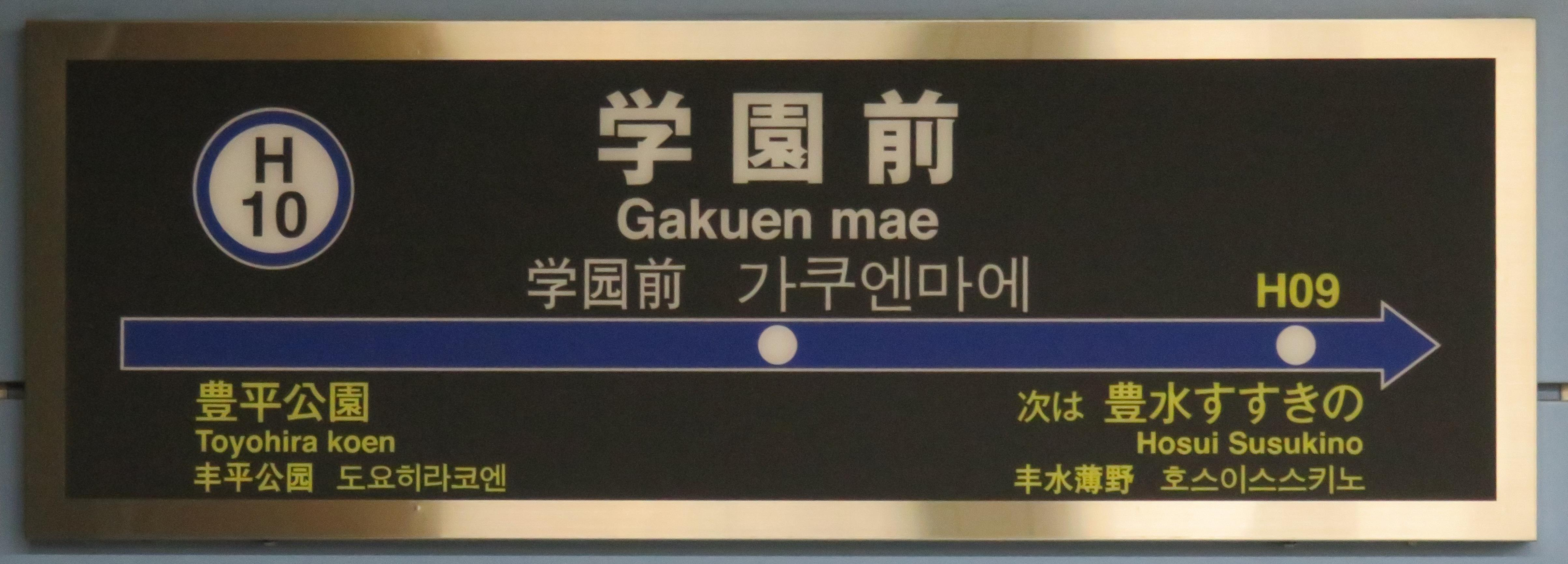
駅名標

## 利用状況
札幌市交通局によると、2022年度の1日平均乗車人員は8,359人であった。
普段は学生の利用者が多く、朝は北海学園に通じる南改札口と3番出口が混みあう。北海学園大学には夜間部（2部）もあるために夕方 - 夜も学生の往来が多い。
近年の1日平均乗車人員の推移は以下のとおりである。
| 年度   | 1日平均 乗車人員 | 出典  |
| ------ | ---------------- | ----- |
| 2003年 | 7,873            | [ 5 ] |
| 2004年 | 7,909            | [ 5 ] |
| 2005年 | 8,199            | [ 5 ] |
| 2006年 | 8,495            | [ 5 ] |
| 2007年 | 8,627            | [ 5 ] |
| 2008年 | 8,888            | [ 5 ] |
| 2009年 | 8,733            | [ 5 ] |
| 2010年 | 8,851            | [ 5 ] |
| 2011年 | 8,807            | [ 5 ] |
| 2012年 | 9,177            | [ 5 ] |
| 2013年 | 9,497            | [ 5 ] |
| 2014年 | 9,772            | [ 6 ] |
| 2015年 | 9,982            | [ 6 ] |
| 2016年 | 10,216           | [ 7 ] |
| 2017年 | 10,175           | [ 7 ] |
| 2018年 | 10,297           | [ 8 ] |
| 2019年 | 10,164           | [ 8 ] |
| 2020年 | 6,580            | [ 9 ] |
| 2021年 | 6,856            | [ 9 ] |
| 2022年 | 8,359            | [ 9 ] |

## 駅周辺
駅に面した国道453号（平岸通）の西に、北海学園大学豊平キャンパス、北海高等学校、北海学園札幌高等学校の3校があって同一の敷地内に並ぶ。周辺は中層の建物が多い住宅地で、商店が散らばる。2006年には、平岸通の東側に北海商科大学豊平6・6キャンパスの校舎が完成した。
- 国道453号（平岸通）[4]
- 菊水旭山公園通[4]
- 北海学園大学[4]
- 北海高等学校[4]
- 北海学園札幌高等学校[4]
- 北海商科大学[4]
- 池上学院高等学校学園前キャンパス[4]
- 池上学院グローバルアカデミー専門学校
- 豊平会館、豊平児童会館、豊平まちづくりセンター[4]
- 札幌市立旭小学校[4]
- 札幌市立豊平小学校[4]
- 札幌留学生交流センター[4]
- 札幌国際ユースホステル[4]
- 札幌市下水道河川局庁舎[4]
- 東光ストア 豊平店

## バス路線
2025年（令和7年）4月1日現在。路線詳細は事業者記事を参照。
- じょうてつ
  - 環56 平岸線：真駒内本町

## その他
- 駅スタンプは学園前駅のイニシャルGの中に北海学園大学が描かれている[11]。

## 隣の駅
札幌市営地下鉄
 東豊線
豊水すすきの駅 (H09) - 学園前駅 (H10) - 豊平公園駅 (H11)